# 太行山蔺藨草
太行山蔺藨草（学名：Trichophorum schansiense）也称太行山针蔺，为莎草科蔺藨草属下的一个种。